# Thymoites bogus
Thymoites bogus är en spindelart som först beskrevs av Claude Lévi 1959.  Thymoites bogus ingår i släktet Thymoites och familjen klotspindlar.
Artens utbredningsområde är Panama. Inga underarter finns listade i Catalogue of Life.